# Gran Premio de la Comunidad Valenciana de 2019
El Gran Premio de la Comunidad Valenciana de 2019 (oficialmente Gran Premio Motul de la Comunitat Valenciana) fue la decimonovena prueba y última del Campeonato del Mundo de Motociclismo de 2019. Tuvo lugar en el fin de semana del 15 al 17 de noviembre de 2019 en el Circuito Ricardo Tormo situado en la localidad de Cheste, Comunidad Valenciana, España.
La carrera de MotoGP fue ganada por Marc Márquez, seguido de Fabio Quartararo y Jack Miller. Brad Binder fue el ganador de la carrera de Moto2, por delante de Thomas Lüthi y Jorge Navarro. La carrera de Moto3 fue ganada por Sergio García, Andrea Migno fue segundo y Xavier Artigas tercero.
La primera carrera de MotoE fue ganada por Eric Granado, Bradley Smith fue segundo y Matteo Ferrari tercero. La segunda carrera fue ganada por Eric Granado, seguido de Bradley Smith y Héctor Garzó.

## Resultados

### Resultados MotoGP
| Pos.    | N.º | Piloto            | Constructor | Vueltas | Tiempo    | Parrilla | Puntos |
| ------- | --- | ----------------- | ----------- | ------- | --------- | -------- | ------ |
| 1       | 93  | Marc Márquez      | Honda       | 27      | 41:21.469 | 2        | 25     |
| 2       | 20  | Fabio Quartararo  | Yamaha      | 27      | +1.026    | 1        | 20     |
| 3       | 43  | Jack Miller       | Ducati      | 27      | +2.409    | 3        | 16     |
| 4       | 4   | Andrea Dovizioso  | Ducati      | 27      | +3.326    | 6        | 13     |
| 5       | 42  | Álex Rins         | Suzuki      | 27      | +3.508    | 8        | 11     |
| 6       | 12  | Maverick Viñales  | Yamaha      | 27      | +8.829    | 4        | 10     |
| 7       | 36  | Joan Mir          | Suzuki      | 27      | +10.622   | 7        | 9      |
| 8       | 46  | Valentino Rossi   | Yamaha      | 27      | +22.992   | 12       | 8      |
| 9       | 41  | Aleix Espargaró   | Aprilia     | 27      | +32.704   | 15       | 7      |
| 10      | 44  | Pol Espargaró     | KTM         | 27      | +32.973   | 11       | 6      |
| 11      | 53  | Tito Rabat        | Ducati      | 27      | +42.795   | 18       | 5      |
| 12      | 82  | Mika Kallio       | KTM         | 27      | +45.732   | 17       | 4      |
| 13      | 99  | Jorge Lorenzo     | Honda       | 27      | +51.044   | 16       | 3      |
| 14      | 17  | Karel Abraham     | Ducati      | 27      | +1:04.871 | 21       | 2      |
| 15      | 55  | Hafizh Syahrin    | KTM         | 27      | +1:16.487 | 22       | 1      |
| Ret     | 29  | Andrea Iannone    | Aprilia     | 26      | Caída     | 20       |        |
| Ret     | 21  | Franco Morbidelli | Yamaha      | 18      | Caída     | 5        |        |
| Ret     | 9   | Danilo Petrucci   | Ducati      | 13      | Caída     | 10       |        |
| Ret     | 5   | Johann Zarco      | Honda       | 13      | Caída     | 13       |        |
| Ret     | 27  | Iker Lecuona      | KTM         | 13      | Caída     | 19       |        |
| Ret     | 35  | Cal Crutchlow     | Honda       | 10      | Caída     | 9        |        |
| Ret     | 51  | Michele Pirro     | Ducati      | 8       | Retirado  | 14       |        |
| DNS     | 63  | Francesco Bagnaia | Ducati      |         | No empezó |          |        |
| Fuente: |     |                   |             |         |           |          |        |

### Resultados Moto2
| Pos.    | N.º | Piloto                | Constructor | Vueltas | Tiempo    | Parrilla | Puntos |
| ------- | --- | --------------------- | ----------- | ------- | --------- | -------- | ------ |
| 1       | 41  | Brad Binder           | KTM         | 16      | 25:30.766 | 7        | 25     |
| 2       | 12  | Thomas Lüthi          | Kalex       | 16      | +0.735    | 5        | 20     |
| 3       | 9   | Jorge Navarro         | Speed Up    | 16      | +1.045    | 1        | 16     |
| 4       | 62  | Stefano Manzi         | MV Agusta   | 16      | +1.185    | 3        | 13     |
| 5       | 88  | Jorge Martín          | KTM         | 16      | +8.066    | 2        | 11     |
| 6       | 40  | Augusto Fernández     | Kalex       | 16      | +8.311    | 8        | 10     |
| 7       | 97  | Xavi Vierge           | Kalex       | 16      | +9.922    | 11       | 9      |
| 8       | 10  | Luca Marini           | Kalex       | 16      | +11.085   | 4        | 8      |
| 9       | 21  | Fabio Di Giannantonio | Speed Up    | 16      | +11.739   | 6        | 7      |
| 10      | 22  | Sam Lowes             | Kalex       | 16      | +12.362   | 10       | 6      |
| 11      | 54  | Mattia Pasini         | Kalex       | 16      | +16.620   | 12       | 5      |
| 12      | 77  | Dominique Aegerter    | MV Agusta   | 16      | +17.160   | 19       | 4      |
| 13      | 96  | Jake Dixon            | KTM         | 16      | +17.595   | 17       | 3      |
| 14      | 33  | Enea Bastianini       | Kalex       | 16      | +17.624   | 9        | 2      |
| 15      | 87  | Remy Gardner          | Kalex       | 16      | +17.835   | 14       | 1      |
| 16      | 23  | Marcel Schrötter      | Kalex       | 16      | +18.090   | 16       |        |
| 17      | 7   | Lorenzo Baldassarri   | Kalex       | 16      | +18.251   | 23       |        |
| 18      | 16  | Joe Roberts           | KTM         | 16      | +18.434   | 32       |        |
| 19      | 72  | Marco Bezzecchi       | KTM         | 16      | +19.829   | 20       |        |
| 20      | 5   | Andrea Locatelli      | Kalex       | 16      | +20.278   | 13       |        |
| 21      | 45  | Tetsuta Nagashima     | Kalex       | 16      | +20.298   | 21       |        |
| 22      | 11  | Nicolò Bulega         | Kalex       | 16      | +20.362   | 18       |        |
| 23      | 35  | Somkiat Chantra       | Kalex       | 16      | +20.280   | 24       |        |
| 24      | 64  | Bo Bendsneyder        | NTS         | 16      | +25.732   | 22       |        |
| 25      | 20  | Dimas Ekky Pratama    | Kalex       | 16      | +28.179   | 25       |        |
| 26      | 65  | Philipp Öttl          | KTM         | 16      | +28.392   | 26       |        |
| 27      | 70  | Tommaso Marcon        | NTS         | 16      | +32.617   | 28       |        |
| 28      | 18  | Xavier Cardelús       | KTM         | 16      | +37.281   | 30       |        |
| 29      | 47  | Adam Norrodin         | Kalex       | 16      | +37.410   | 29       |        |
| 30      | 73  | Álex Márquez          | Kalex       | 16      | +1:29.344 | 15       |        |
| Ret     | 69  | Sean Dylan Kelly      | KTM         | 14      | Caída     | 27       |        |
| Ret     | 3   | Lukas Tulovic         | KTM         | 5       | Retirado  | 31       |        |
| 1. 2.   |     |                       |             |         |           |          |        |
| Fuente: |     |                       |             |         |           |          |        |

### Resultados Moto3
| Pos.           | N.º | Piloto              | Constructor | Vueltas | Tiempo      | Parrilla | Puntos |
| -------------- | --- | ------------------- | ----------- | ------- | ----------- | -------- | ------ |
| 1              | 11  | Sergio García       | Honda       | 15      | 25:17.918   | 5        | 25     |
| 2              | 16  | Andrea Migno        | KTM         | 15      | +0.005      | 1        | 20     |
| 3              | 4   | Xavier Artigas      | Honda       | 15      | +0.180      | 16       | 16     |
| 4              | 24  | Tatsuki Suzuki      | Honda       | 15      | +0.246      | 8        | 13     |
| 5              | 12  | Filip Salač         | KTM         | 15      | +0.328      | 6        | 11     |
| 6              | 44  | Arón Canet          | KTM         | 15      | +3.016      | 4        | 10     |
| 7              | 42  | Marcos Ramírez      | Honda       | 15      | +3.032      | 2        | 9      |
| 8              | 13  | Celestino Vietti    | KTM         | 15      | +9.666      | 22       | 8      |
| 9              | 76  | Makar Yurchenko     | KTM         | 15      | +9.747      | 26       | 7      |
| 10             | 79  | Ai Ogura            | Honda       | 15      | +9.859      | 28       | 6      |
| 11             | 82  | Stefano Nepa        | KTM         | 15      | +9.975      | 27       | 5      |
| 12             | 61  | Can Öncü            | KTM         | 15      | +10.223     | 24       | 4      |
| 13             | 27  | Kaito Toba          | Honda       | 15      | +10.537     | 25       | 3      |
| 14             | 54  | Riccardo Rossi      | Honda       | 15      | +10.712     | 17       | 2      |
| 15             | 84  | Jakub Kornfeil      | KTM         | 15      | +12.661     | 29       | 1      |
| 16             | 22  | Kazuki Masaki       | KTM         | 15      | +14.116     | 23       |        |
| 17             | 55  | Romano Fenati       | Honda       | 15      | +17.669     | 9        |        |
| 18             | 69  | Tom Booth-Amos      | KTM         | 15      | +31.008     | 30       |        |
| 19             | 71  | Ayumu Sasaki        | Honda       | 15      | +43.939     | 20       |        |
| 20             | 75  | Albert Arenas       | KTM         | 14      | +1 vuelta   | 19       |        |
| 21             | 48  | Lorenzo Dalla Porta | Honda       | 12      | +3 vueltas  | 7        |        |
| NC             | 21  | Alonso López        | Honda       | 9       | +6 vueltas  | 14       |        |
| Ret            | 25  | Raúl Fernández      | KTM         | 6       | Retirado    | 15       |        |
| Ret            | 14  | Tony Arbolino       | Honda       | 3       | Caída       | 11       |        |
| Ret            | 17  | John McPhee         | Honda       | 3       | Caída       | 12       |        |
| Ret            | 40  | Darryn Binder       | KTM         | 2       | Caída       | 31       |        |
| DNS            | 5   | Jaume Masiá         | KTM         | 0       | No reinició | 3        |        |
| DNS            | 99  | Carlos Tatay        | KTM         | 0       | No reinició | 10       |        |
| DNS            | 23  | Niccolò Antonelli   | Honda       | 0       | No reinició | 13       |        |
| DNS            | 52  | Jeremy Alcoba       | Honda       | 0       | No reinició | 18       |        |
| DNS            | 7   | Dennis Foggia       | KTM         | 0       | No reinició | 21       |        |
| 1. 2. 3. 4. 5. |     |                     |             |         |             |          |        |
| Fuente:        |     |                     |             |         |             |          |        |

### Resultados MotoE
Carrera 1
| Pos.    | N.º | Piloto           | Constructor | Vueltas | Tiempo    | Parrilla | Puntos |
| ------- | --- | ---------------- | ----------- | ------- | --------- | -------- | ------ |
| 1       | 51  | Eric Granado     | Energica    | 7       | 11:49.900 | 1        | 25     |
| 2       | 38  | Bradley Smith    | Energica    | 7       | +0.706    | 3        | 20     |
| 3       | 11  | Matteo Ferrari   | Energica    | 7       | +3.213    | 2        | 16     |
| 4       | 10  | Xavier Siméon    | Energica    | 7       | +6.310    | 6        | 13     |
| 5       | 5   | Alex de Angelis  | Energica    | 7       | +7.383    | 9        | 11     |
| 6       | 7   | Niccolò Canepa   | Energica    | 7       | +7.732    | 7        | 10     |
| 7       | 2   | Jesko Raffin     | Energica    | 7       | +8.888    | 4        | 9      |
| 8       | 16  | Joshua Hook      | Energica    | 7       | +9.634    | 10       | 8      |
| 9       | 27  | Mattia Casadei   | Energica    | 7       | +10.676   | 13       | 7      |
| 10      | 63  | Mike Di Meglio   | Energica    | 7       | +10.923   | 12       | 6      |
| 11      | 15  | Sete Gibernau    | Energica    | 7       | +12.177   | 8        | 5      |
| 12      | 14  | Randy de Puniet  | Energica    | 7       | +15.569   | 15       | 4      |
| 13      | 18  | Nicolás Terol    | Energica    | 7       | +15.783   | 17       | 3      |
| 14      | 6   | María Herrera    | Energica    | 7       | +15.821   | 14       | 2      |
| 15      | 32  | Lorenzo Savadori | Energica    | 7       | +16.165   | 11       | 1      |
| 16      | 78  | Kenny Foray      | Energica    | 7       | +21.668   | 16       |        |
| DSQ     | 4   | Héctor Garzó     | Energica    | 7       | (+0.576)  | 5        |        |
| DNS     | 44  | Lucas Mahias     | Energica    |         | No empezó |          |        |
| 1.      |     |                  |             |         |           |          |        |
| Fuente: |     |                  |             |         |           |          |        |

Carrera 2
| Pos.    | N.º | Piloto           | Constructor | Vueltas | Tiempo    | Parrilla | Puntos |
| ------- | --- | ---------------- | ----------- | ------- | --------- | -------- | ------ |
| 1       | 51  | Eric Granado     | Energica    | 7       | 11:52.860 | 1        | 25     |
| 2       | 38  | Bradley Smith    | Energica    | 7       | +0.458    | 3        | 20     |
| 3       | 4   | Héctor Garzó     | Energica    | 7       | +4.124    | 5        | 16     |
| 4       | 5   | Alex de Angelis  | Energica    | 7       | +7.003    | 9        | 13     |
| 5       | 11  | Matteo Ferrari   | Energica    | 7       | +7.405    | 2        | 11     |
| 6       | 63  | Mike Di Meglio   | Energica    | 7       | +9.475    | 12       | 10     |
| 7       | 15  | Sete Gibernau    | Energica    | 7       | +9.513    | 8        | 9      |
| 8       | 27  | Mattia Casadei   | Energica    | 7       | +10.503   | 13       | 8      |
| 9       | 18  | Nicolás Terol    | Energica    | 7       | +14.613   | 17       | 7      |
| 10      | 2   | Jesko Raffin     | Energica    | 7       | +14.711   | 4        | 6      |
| 11      | 14  | Randy de Puniet  | Energica    | 7       | +15.202   | 15       | 5      |
| 12      | 6   | María Herrera    | Energica    | 7       | +17.166   | 14       | 4      |
| 13      | 32  | Lorenzo Savadori | Energica    | 7       | +19.552   | 11       | 3      |
| 14      | 78  | Kenny Foray      | Energica    | 7       | +29.432   | 16       | 2      |
| Ret     | 10  | Xavier Siméon    | Energica    | 0       | Caída     | 6        |        |
| Ret     | 7   | Niccolò Canepa   | Energica    | 0       | Caída     | 7        |        |
| Ret     | 16  | Joshua Hook      | Energica    | 0       | Caída     | 10       |        |
| DNS     | 44  | Lucas Mahias     | Energica    |         | No empezó |          |        |
| 1.      |     |                  |             |         |           |          |        |
| Fuente: |     |                  |             |         |           |          |        |